# Noviodunum Biturigum
Noviodunum Biturigum („Stadt der Biturigen“) ist ein keltischer Ortsname, der einen Hauptort des gallischen Volksstammes der Biturigen in Aquitanien bezeichnet. An der Stelle des Oppidums der Biturigen befindet sich heute Neuvy-sur-Barangeon in Frankreich. Livius berichtete von den Biturigen, dass sie um 550 v. Chr. der mächtigste Stamm im antiken Gallien waren.
Im Jahr 52 v. Chr. während des gallischen Aufstands unter Vercingetorix gegen Caesar wurde das Gebiet der Biturigen zum Kriegsschauplatz. Noviodunum Biturigum, der Hauptort des Stammes, wurde von Caesar zunächst belagert. Als Caesar zur Einnahme des Oppidum ansetzte, startete der Anführer der Biturigen, Vercingetorix, einen Ausfallangriff, Caesar konnte ihn jedoch zurückschlagen und nahm das Oppidum ein. Anschließend ließ Vercingetorix 20 Orte der Biturigen niederbrennen, um deren Vorräte nicht den römischen Truppen zu überlassen. Nur der andere Hauptort der Biturigen, Avaricum (das heutige Bourges), sollte auf Wunsch der Biturigen verteidigt werden. Caesar gelang es jedoch nach einer Belagerung, in der Schlacht um Avaricum auch diesen Hauptort einzunehmen. Die Biturigen flohen, wurden aber von Caesar eingeholt und ergaben sich. Ihr Gebiet wurde dem Römischen Reich angegliedert.